# Salade de poulpe tunisienne
La salade de poulpe tunisienne est une spécialité culinaire de Tunisie usuellement servie en entrée mais aussi en amuse-gueule en tant que kémia.
Il s'agit en réalité d'une salade de fruits de mer, plus précisément de poulpe mariné dans de l'huile d'olive, de l'ail écrasé et du jus de citron ou du vinaigre, puis assaisonné de persil et d'oignons émincés et parfois de menthe séchée et hachée avant de servir.
Le poulpe doit être préalablement battu puis cuit pour que sa chair soit tendre.